# Dsembronja-Wasserfälle
Die Dsembronja-Wasserfälle (ukrainisch Дзембронські водоспади) sind Wasserfälle im Südosten der „Schwarzen Berge“ im Biosphärenreservat Karpaten in den ukrainischen Waldkarpaten.
Die Dsembronja-Wasserfälle haben eine gesamte Fallhöhe von etwa 100 Metern, unterteilt in etwa 20 Kaskaden, wobei die Fallhöhe der größten Stufe 10 Meter beträgt.
Er befindet sich 5 km südwestlich des Dorfes Dsembronja und 1 km nördlich des Gipfels des 1898 m hohen Smotrytsch im Rajon Werchowyna der Oblast Iwano-Frankiwsk.
Der Gebirgsbach Potozi Muntschel (потоці Мунчель), der den Wasserfall speist, fließt zum 12 Kilometer langen Dsembronja-Bach (Дземброня (річка)), der wiederum ein Zufluss des Tschornyj Tscheremosch (Чорний Черемош) ist.